# ワンダーフライ
ワンダーフライは、2004年にパイオニアが開発・販売したパチスロ機である。
このワンダーフライが登場するまで、パイオニアは「ボーナス確率=未発表」を武器としたストック機ばかりに頼りすぎてゲーム性が画一化されマンネリ状態であった。
その、打開策として発表されたのがこのワンダーフライである。かつて、パイオニアが得意としていた純Aタイプへの原点回帰であった。
ゲーム性は、かのオアシス同様ハイビスカス告知ファンの多くが驚愕した後告知が搭載されている。先告知は当然ながら、更にリール停止時告知も搭載されている。通常時、BIGボーナス中の目押しもそこまで難易度も高くなく、初心者でも十分に楽しめるものになっている。
しかし、やはり時代が時代だったのか設置台数は極めてレアで現在では全国でも数えるほどのホールにしか設置されていない（シオラー30などのAタイプマシンの面替えでの導入を期待していたのかもしれないがシオラー30は再検定通過しているので故障しない限りは面替えが望めない）。
それでも、まだまだ爆裂機の需要が多い中でのリリースはピカゴロウ2同様評価できる。